# Phymatosorus biseriatus
Phymatosorus biseriatus là một loài dương xỉ trong họ Polypodiaceae. Loài này được Bosman mô tả khoa học đầu tiên năm 1991.
Danh pháp khoa học của loài này chưa được làm sáng tỏ. 